# جون غاريت بن
جون غاريت بن (بالإنجليزية: John Garrett Penn)‏ هو قاضي ومحامي أمريكي، ولد في 19 مارس 1932 في بيتسفيلد في الولايات المتحدة، وتوفي في 9 سبتمبر 2007 في واشنطن العاصمة في الولايات المتحدة.